# Crescendo Networks
Crescendo Networks Ltd. читается «креще́ндо», производитель телекоммуникационного оборудования.

## История
Компания была основана в 2002

## Собственники и руководство
Президент и главный исполнительный директор компании — Адорам Гаш.
Директор программной разработки — Вадим Кришталь.
Начальник embedded разработки — Дмитрий Мошкович.
Начальник разработки графического интерфейса — Екатерина Сидорова.

## Деятельность
Компания производит устройства для ускорения (акселерации) работы data-центров (Application Front End).
Аппаратно-программная платформа Maestro, предлагаемая Crescendo Networks, предназначена для разгрузки и повышения защищённости data-центров, повышения производительности и устранения задержек в работе приложений. Платформа Maestro позволяет создавать гибкий, надёжный и масштабируемый data-центр, предназначенный для поддержки сложных сетевых приложений, требующих непрерывности и стабильности работы.